# 奇恩 (德国)
奇恩（德語：Tschirn，發音：[tʃɪʁn]）是德国巴伐利亚州上弗兰肯行政区克罗纳赫县的市镇，面积20.14平方千米，2023年12月31日人口为508人。